# Thủy điện Đạ Dâng 2
Thủy điện Đạ Dâng 2 là thủy điện xây dựng trên dòng sông Đa Dâng tại xã Tân Thành huyện Đức Trọng và xã Tân Hà huyện Lâm Hà, tỉnh Lâm Đồng, Việt Nam .
Thủy điện Đạ Dâng 2 có công suất lắp máy 34 MW với 2 tổ máy, khởi công tháng 2/2007 , hoàn thành tháng 10/2010 .

## Tác động môi trường và dân sinh
Tháng 11/2014 công trình bị "vạ lây" do vụ sự cố sập hầm thủy điện Đạ Dâng xảy ra ngày 16/12/2014, dẫn đến cổ phiếu thủy điện liên tục sụt giảm .
Về đến bù cho đất thu hồi thì đến năm 2017 Quyết định 1187/QĐ-UBND của UBND tỉnh Lâm Đồng ban hành ngày 02/06/2017 về Phê duyệt hệ số điều chỉnh giá đất để xác định giá đất cụ thể để tính tiền bồi thường khi nhà nước thu hồi đất để triển khai dự án thủy điện Đạ Dâng 2 tại huyện Đức Trọng .